# Teleki-kúria (Kozárvár)
A kozárvári Teleki-kúria műemlék épület Romániában, Kolozs megyében. A romániai műemlékek jegyzékében a CJ-II-m-B-07586 sorszámon szerepel.